# ني ني
ني ني (بالصينية: 倪妮) هي ممثلة صينية، ولدت في 8 أغسطس 1988 في الصين.

## أعمال

### أفلام
- (2011) زهور الحرب

## وصلات خارجية
- ني ني على موقع IMDb (الإنجليزية)
- ني ني على موقع ألو سيني (الفرنسية)
- ني ني على موقع أول موفي (الإنجليزية)
- ني ني على موقع قاعدة بيانات الفيلم (الإنجليزية)
- ني ني على موقع كينوبويسك (الروسية)